# Megascolides australis
Megascolides australis је животињска врста класе Oligochaeta која припада реду Haplotaxida и фамилији Megascolecidae. 

## Угроженост
Ова врста се сматра рањивом у погледу угрожености врсте од изумирања.

## Распрострањење
Аустралија је једино познато природно станиште врсте.

## Станиште
Врста Megascolides australis има станиште на копну.